# Ryan Vickers
Ryan Vickers (Thetford, 19 februari 1999) is een Brits motorcoureur.

## Carrière
Vickers begon zijn motorsportcarrière op clubniveau, voordat hij in 2017 debuteerde in het Brits kampioenschap Superstock 600. Hij won een race op Brands Hatch en werd met 101 punten achtste in het kampioenschap. In 2018 bleef hij actief in deze klasse en won hij tien van de twaalf races. Met 250 punten werd hij overtuigend gekroond tot kampioen in de klasse. Daarnaast debuteerde hij dat jaar in het wereldkampioenschap Supersport tijdens de race op Donington op een Honda als vervanger van de vertrokken Niki Tuuli, maar kwam hierin niet aan de finish.
In 2019 debuteerde Vickers in het Brits kampioenschap superbike op een Kawasaki. Hij behaalde acht top 10-finishes, met een zevende plaats op Cadwell Park als zijn beste resultaat. Met 68 punten werd hij zestiende in de eindstand. In 2020 bleef hij actief in de klasse en was een vijfde plaats op Donington Park zijn hoogste klassering. Met 45 punten verbeterde hij zichzelf naar de vijftiende plaats in het klassement. In 2021 reed hij een derde seizoen in deze klasse en werden zijn resultaten beter, met twee vierde plaatsen op het Thruxton Circuit als hoogtepunten. Met 180 punten werd hij twaalfde in de eindstand.
In 2022 stapte Vickers binnen het Brits kampioenschap superbike over naar een BMW. Daarnaast debuteerde hij dat jaar in het wereldkampioenschap superbike op een Kawasaki in het raceweekend op Most als vervanger van Leon Haslam.